# Paul Gerber (Uhrmacher)

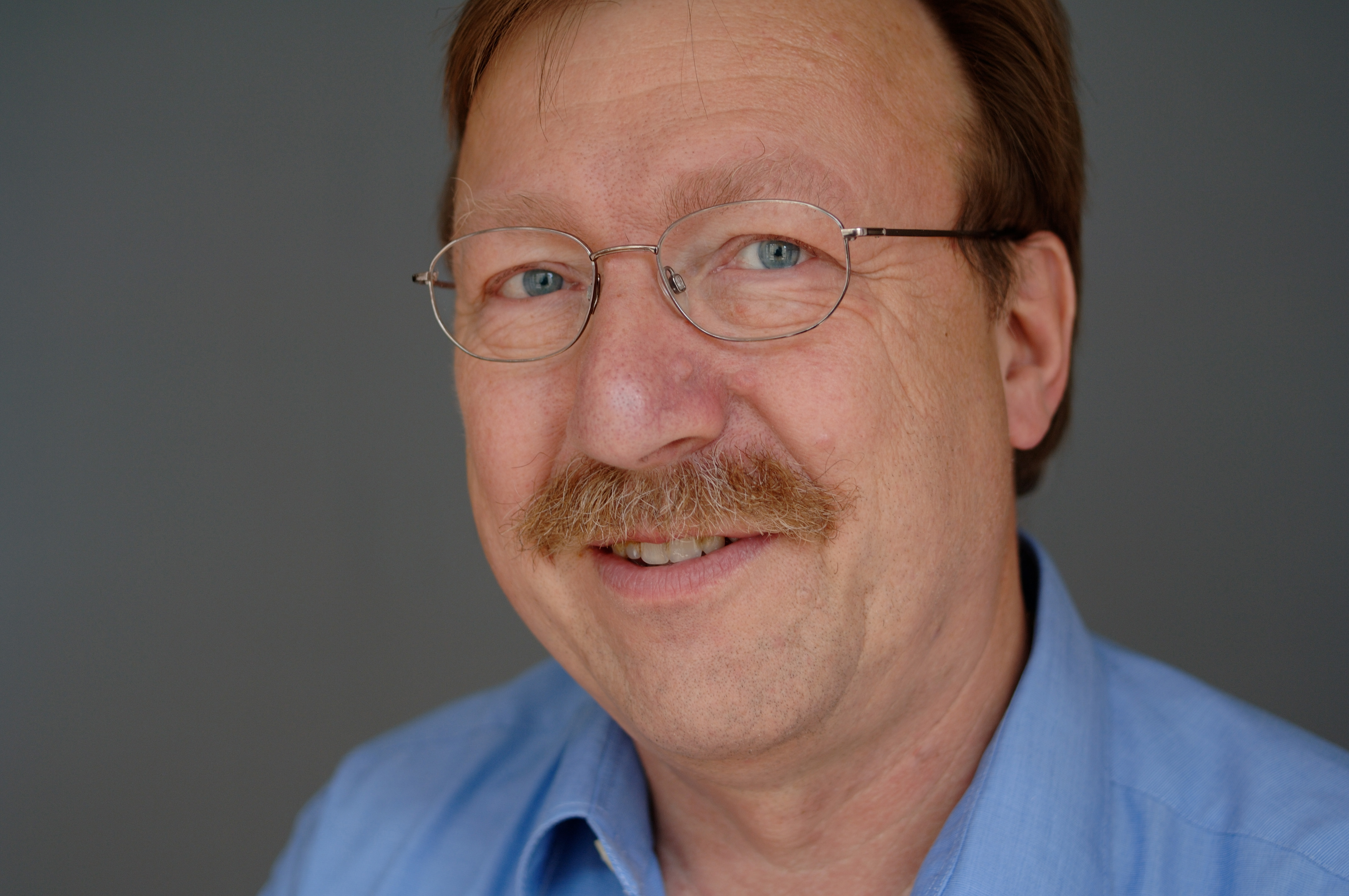
Paul Gerber

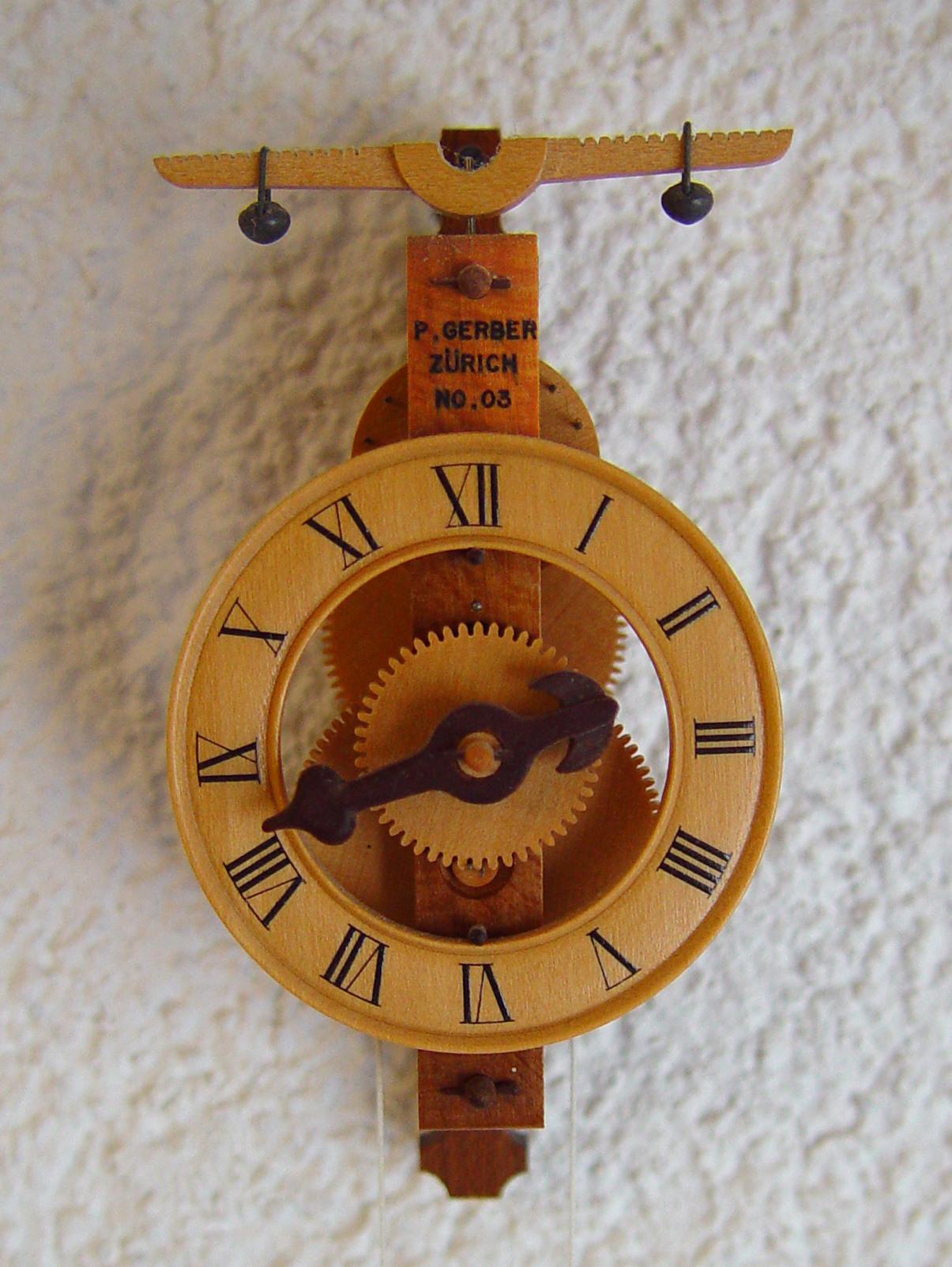
Miniatur Waagbalkenuhr «Engadiner Zytli», 74 mm hoch, Durchmesser Ziffernring 37 mm, aus Buchsbaum- und Zwetschgenbaumholz

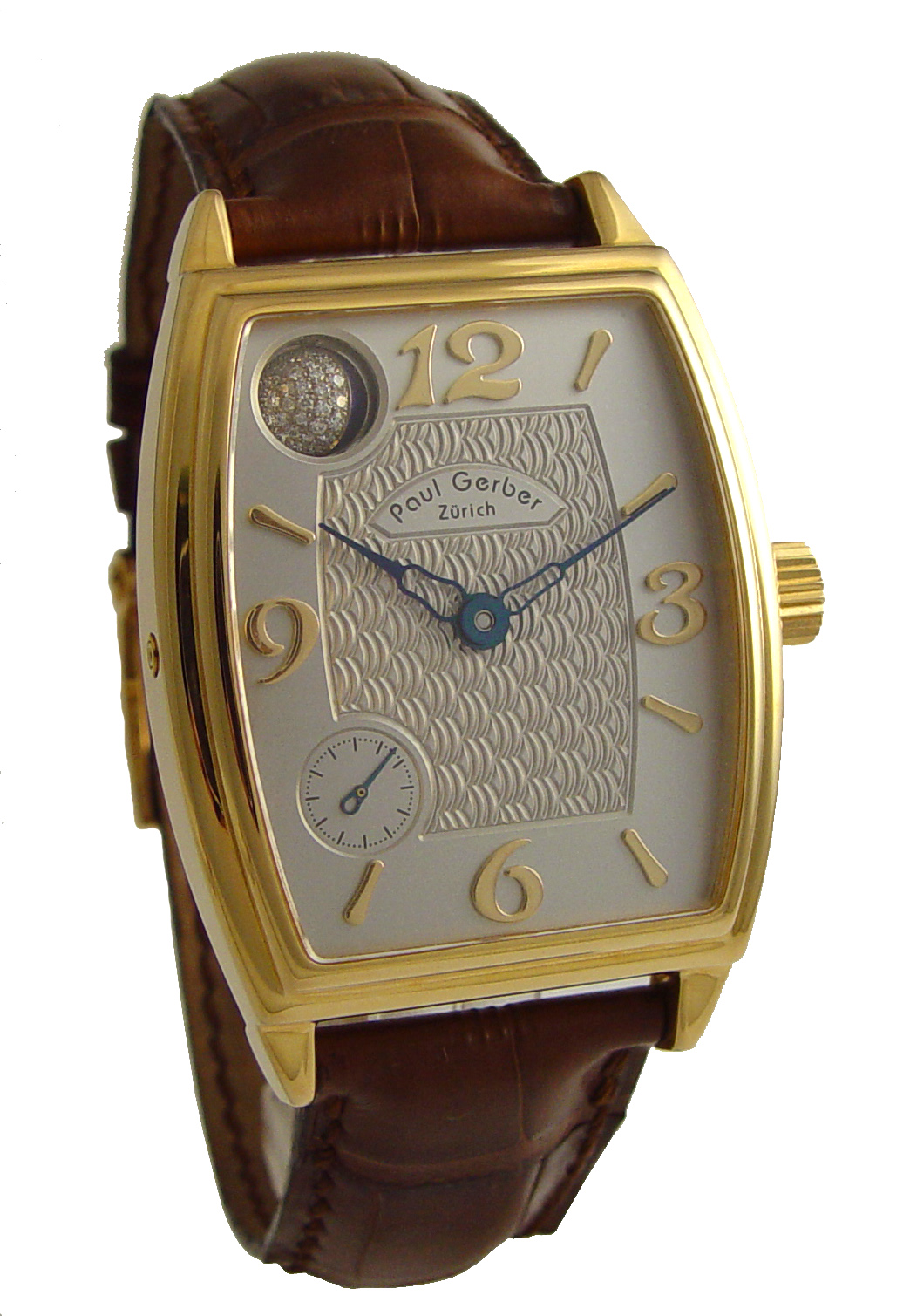
Modell 33 Vorderansicht

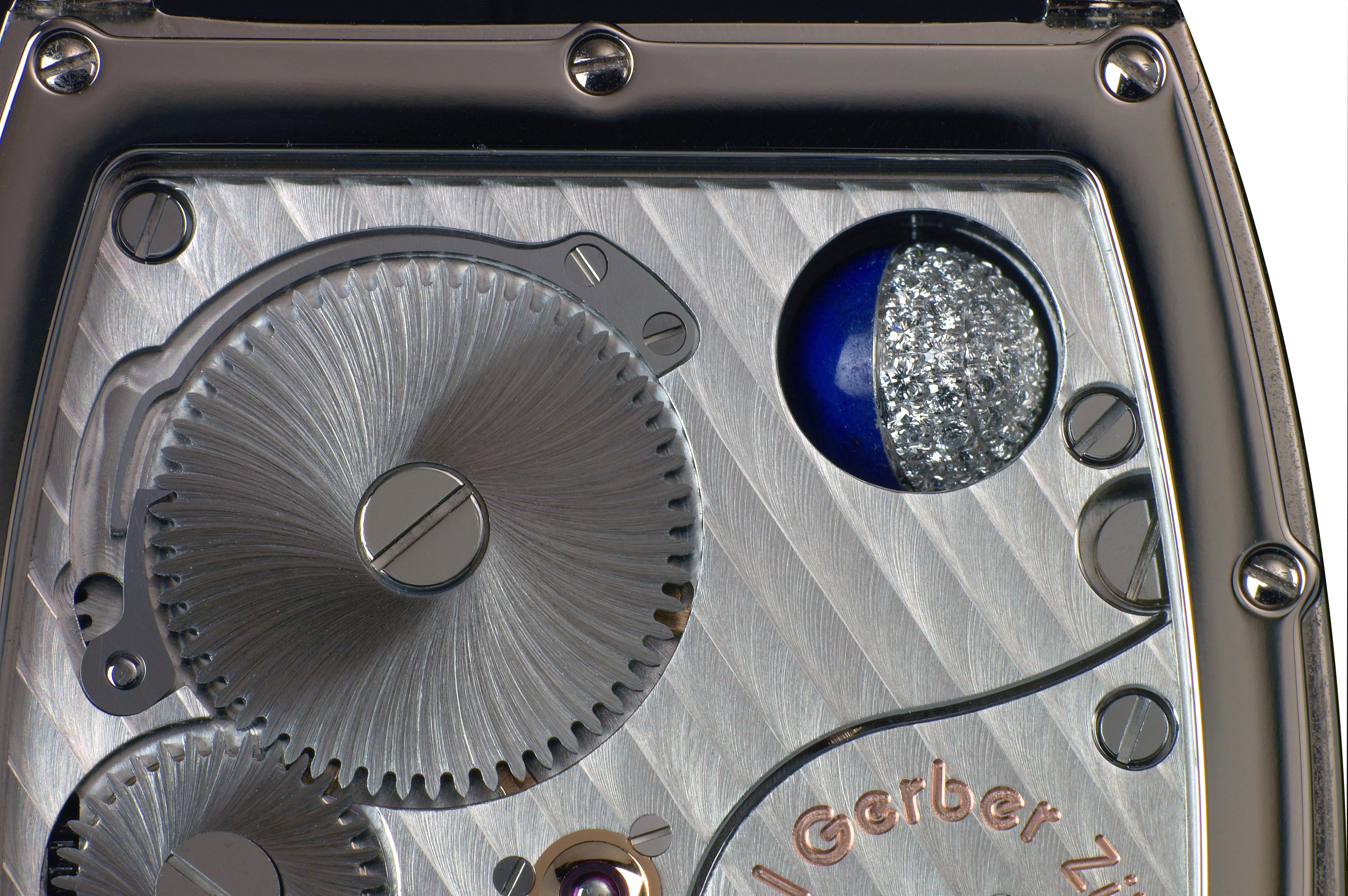
Modell 33 Detail: dreidimensionaler Mond

Paul Gerber (* 1950 in Bern, Schweiz) ist ein Schweizer Uhrenkonstrukteur.

## Leben
Gerber machte bei seinem Vater, der in Bern ein Uhren- und Schmuckgeschäft führte, eine vierjährige Berufslehre als Uhrmacher-Rhabilleur (Restaurator), die er mit dem eidgenössischen Fähigkeitszeugnis abschloss. Seit 1970 wohnt er in Zürich. 1976 eröffnete er zusammen mit seiner Frau ein Uhren- und Bijouteriegeschäft in Zürich-Albisrieden und begann um 1977 mit der Konstruktion der ersten Miniaturwanduhr.
1993 übergab er das Geschäft seinem Mitarbeiter, eröffnete eine Uhrenkonstruktionswerkstatt und beschäftigte sich nun mit der Planung von Konstruktionen, dem Prototypenbau für renommierte Firmen und dem Bau von Kleinserien. Es folgten ein Patent für einen Doppelrotor in mechanischen Uhrwerken und ein eigenes Armbandmanufakturwerk. Seit 1989 ist er Mitglied der Académie Horlogère des Créateurs Indépendants (AHCI).

## Werk
Seine kleinste Holzräderuhr (Miniatur-Kuhschwanz-Augenwender-Wanduhr im Schwarzwälder Stil) aus Buchsbaumholz mit einer Werkhöhe von 22 mm schaffte 1989 den Eintrag ins Guinness-Buch der Rekorde.
Das erste eigene Armbanduhrenmodell ist die Retrograd mit einer retrograden Sekunde, bei der der Sekundenzeiger einmal pro Minute zurückspringt. Mit einem speziellen Automaten, einem Doppelrotor mit sich überschneidenden Rotorkreisbahnen, erweiterte er 2001 diese zur automatischen Uhr, der Retro twin.
Die vollständige Eigenkonstruktion Modell 33 entstand 2004. Sie wird von einem tonneauförmigen Manufakturwerk angetrieben und besitzt ein brillantenbesetztes Kügelchen von 6 Millimeter Durchmesser, das als dreidimensionale Mondphase dient und dessen Mondphasenanzeiger auf 128 Jahre vorkorrigiert ist. Die im Manufakturwerk tickende und patentierte Paul-Gerber-Hemmung hat einen einseitigen Antrieb und funktioniert mit auseinandergleitenden Kräften.
Elf Jahre beschäftigte er sich mit der kompliziertesten Armbanduhr der Welt (Piguet/Muller/Gerber Grande Complication), die nun aus 1116 Teilen besteht und 2005 zum zweiten «Guinness-Buch»-Eintrag führte. Die ursprüngliche Damenarmbanduhr wurde 1892 von Louis Elysée Piguet mit 491 handgefertigten Teilen konstruiert, 2006 vom Uhrmacher Franck Muller auf 651 Teile erweitert und von Gerber mit dem kleinsten, fliegenden (aufgehängten) Tourbillon der Welt, einem Schleppzeiger-Chronographen mit Flyback-Funktion, springendem Minutenzähler und zwei Gangreserveanzeigen für das Geh- und Schlagwerk versehen.
Mit dem Manufakturwerk Modell 41 ist ein Automatikwerk mit 100 Stunden Gangreserve und drei synchronlaufenden Rotoren als Weiterentwicklung des Doppelrotorsystems entstanden. Die Sportuhr Modell 42 mit Titangehäuse verfügt ebenfalls über einen Dreifachrotorenaufzug.
Gerber baut auch die Museumsuhr des Internationalen Uhrenmuseums (MIH). Die MIH-Uhr verkörpert die Mission des Museums als Botschafter der Bedeutung von Zeitmessung und mechanischer Uhrmacherei. Die Uhr wurde von Grund auf neu konzipiert und enthält einen Mechanismus, der sich in keiner anderen Uhr befindet.

## Auszeichnungen
- 2007 erhielt Gerber den Prix Gaïa des Internationalen Uhrenmuseums (MIH) in La Chaux-de-Fonds als einer der begabtesten Uhrmacher seiner Generation für seine technischen und künstlerischen Kreationen.